# Bürgerschaft (Vertretungsorgan)
Bürgerschaft ist der Name des Stadtrats in Hansestädten. Eine Bürgerschaft ist damit ein Parlament aus gewählten Stadtvertretern.
In der Freien und Hansestadt Hamburg und der Freien Hansestadt Bremen stellt die Bürgerschaft zugleich auch das Landesparlament dieser Stadtstaaten dar. Damit entspricht sie dort dem Landtag in anderen Bundesländern (beziehungsweise dem Abgeordnetenhaus in Berlin).
Während die Hamburgische Bürgerschaft zugleich mit kommunalpolitischen Aufgaben betraut ist, trifft dies bei der Bremischen Bürgerschaft nur für die stadtbremischen Abgeordneten zu, die die Stadtbürgerschaft bilden.
Die Bürgerschaft der Freien und Hansestadt Lübeck verlor durch das Groß-Hamburg-Gesetz 1937 ihren Rang als Landesparlament. 1945/46 wurde sie als kommunales Parlament rekonstituiert.
Als Bezeichnung für die Stadtvertretung ist der Name Bürgerschaft in folgenden Hansestädten in Gebrauch:
- Hansestadt Greifswald[3]
- Hansestadt Lübeck[4]
- Hansestadt Rostock[5]
- Hansestadt Stralsund[6]
- Hansestadt Wismar[7]

Als Stadtbürgerschaft wird bezeichnet die Stadtvertretung der
- Stadtgemeinde Bremen
- historisch: Stadtgemeinde Danzig innerhalb der Freien Stadt Danzig (vom Danziger Volkstag aus seiner Mitte gewählt zur Beschlussfassung über Angelegenheiten der Stadtgemeinde Danzig)

## Vorsitzender
Die Bezeichnung und auch die Funktionen des Vorsitzenden der Bürgerschaften sind von Land zu Land, beziehungsweise in den einzelnen Städten unterschiedlich.
So wird der Vorsitzende in den Ländern Hamburg und Bremen sowie in der Hansestadt Rostock als Präsident der Bürgerschaft bezeichnet, in der schleswig-holsteinischen Hansestadt Lübeck heißt er Stadtpräsident.
Die Bürgerschaft wählt zumeist in ihrer ersten Sitzung nach der Neuwahl einen Vorsitzenden sowie eventuelle Stellvertreter oder andere unterstützende Gremien für die aktuelle Wahlperiode aus ihrer Mitte.
Zu den möglichen Aufgaben eines Präsidenten können die Einberufung und Leitung von Sitzungen der Bürgerschaft oder die Festsetzung der Tagesordnung gehören. Oft hat der Vorsitzende oder seine Stellvertreter neben dem Bürgermeister umfangreiche Repräsentationsverpflichtungen.
siehe auch: Hamburgische Bürgerschaft: Präsident und Präsidium